# 哈丁縣 (愛阿華州)
哈丁縣（英語：Hardin County）是位於美國愛阿華州中部的一個縣。面積1,476平方公里。根據美國2000年人口普查，共有人口18,812。縣治艾多拉 (Eldora)。
成立於1851年，縣名紀念美墨戰爭中戰死的約翰·J·哈丁。